# تپه قلعه کهنه کلیدر
تپه قلعه کهنه کلیدر مربوط به سدهٔ ۷ و ۸ ه‍.ق است و در شهرستان نیشابور، بخش سرولایت، روستای کلیدر واقع شده و این اثر در تاریخ ۱۶ شهریور ۱۳۸۳ با شمارهٔ ثبت ۱۱۰۶۳ به‌عنوان یکی از آثار ملی ایران به ثبت رسیده است.